# Onthophagus gosoli
Onthophagus gosoli är en skalbaggsart som beskrevs av Masumoto 1989. Onthophagus gosoli ingår i släktet Onthophagus och familjen bladhorningar. Inga underarter finns listade i Catalogue of Life.